# Шлірбах (Верхня Австрія)
Шлірбах (нім. Schlierbach (Oberösterreich)) — комуна (нім. Gemeinde) в Австрії, у федеральній землі Верхня Австрія.
Входить до складу округу Кірхдорф-на-Кремсі. Населення становить 2743 чоловіки (станом на 31 грудня 2005 року). Займає площу 19 км². Офіційний код — 40 917.

## Політична ситуація
Бургомістр комуни — Карл Лімбергер (АНП) за результатами виборів 2003 року.
Рада представників комуни (нім. Gemeinderat) має 20 місць:
- АНП — 13 місць.
- СДПА — 6 місць.
- АПС — 1 місце.